# Sochinsogonia grandis
Sochinsogonia grandis är en insektsart som beskrevs av Young 1986. Sochinsogonia grandis ingår i släktet Sochinsogonia och familjen dvärgstritar. Inga underarter finns listade i Catalogue of Life.